# Carcinops tantilla
Carcinops tantilla är en skalbaggsart som beskrevs av Sylvain Auguste de Marseul 1855. Carcinops tantilla ingår i släktet Carcinops och familjen stumpbaggar. Inga underarter finns listade i Catalogue of Life.